# 豐樹產業
豐樹產業私人有限公司，簡稱豐樹產業（英語：Mapletree Investments Private Limited），在2000年由淡馬錫控股有限公司成立一家投資公司。
現時主要業務提供资产增值和房地产相关资本管理、开发和管理工业资产、开发和管理物流物业，以及开发和改建大型综合用途的开发项目服务，而董事會主席為鄭維榮（Edmund Cheng Wai Wing），總裁為邱運康（Hiew Yoon Khong）。主要地區以新加坡為主，其次是香港、中國大陸、印度、越南等地區。
而相信最為矚目是在2011年7月尾，以188億港元收購原太古股份有限公司旗下的，又一城所有資產項目的。
2014年1月，豐樹產業以37.69億港元投得香港觀塘恒業街、偉業街與觀塘道交界的商業地皮，每呎樓面地價5708元。地皮於2018年建成豐樹中心，總樓面約70萬平方呎，同時項目亦是豐樹產業在香港首個寫字樓物業。
2019年3月，豐樹產業以近90億元向私募基金太盟投資集團（PAG）出售豐樹中心全幢商廈，平均呎價逾1.3萬元。
2022年12月，豐樹產業和私募基金太盟投資集團的合組財團GOLDSTONE ASSET （HKSAR）LIMITED以56億元購入九龍灣高銀金融國際中心全幢商廈，平均呎價6086元

## 連結
- Mapletree.com.sg（页面存档备份，存于）

Template:新加坡企業